# Adrian Olinici
Adrian Olinici (n. 19 aprilie 1956) a fost un jucător al echipei naționale de hochei pe gheață a României.

## Carieră
În 1980 a participat la Jocurile Olimpice de Iarnă de la Lake Placid, unde a marcat golul nr. 4 împotriva echpei RFG, scorul final fiind 6-4 pentru România (12 februarie 1980). Naționala s-a clasat pe locul șapte. La Universiada de iarnă din 1983, la Sofia, a câștigat medalia de bronz cu echipa României.
A jucat la echipe de club precum Metalul Rădăuți, Dunărea Galați, Steaua București și spre finalul carierei la Sportul Studențesc.
În noiembrie 2019 a fost declarat cetățean de onoare al municipiului Rădăuți.